# Horsa
Horsa, zm. 455 pod Aylesford.
Zgodnie z tradycją był wojownikiem z V wieku, bratem Hengesta, z którym brał udział w podboju Brytanii zamieszkałej wtedy przez Brytów i Celtów. Najwcześniejsza wzmianka o nim pochodzi od Bedy, który odnotował istnienie kamienia z wyrytym imieniem Horsy.

Według kroniki anglosaskiej Horsa zginął w bitwie pod Aylesford w 455 roku.
The Anglo-Saxon Chronicle, 